# 도쿄 생활자 네트워크
도쿄 생활자 네트워크(東京 生活者 NETWORK)는 도쿄도에서 활동하는 온건 좌파 경향의 지역 정당이자 정치 단체이다. 생활자 네트워크 또는 생활자 넷으로도 부른다. 전국시민정치 네트워크의 가맹 단체로 도쿄 도내의 생활 클럽 생활협동조합 대리인 운동 부문이다.

## 개요
1977년 도쿄도 네리마구에서 생활자 넷의 전신인 ‘그룹 생활자’가 결성되었고 현재까지 이어지고 있다. 시민의 정치 개혁을 목표로 두는 생활자 넷의 독자적인 규칙 중 소속 의원의 ‘로테이션’(교체)에 관한 규칙이다. 정치 권력의 사유화를 막기 위해, 이 단체 소속으로 공직에 출마하는 후보는 3회 이상 출마를 금지하고 있다. 이를 통해 의원의 특권화를 막고 광범위하게 참가자가 참여하는 것을 목적으로 하고 있다. 그러나 이와 같은 공직 후보자 교체가 반드시 이루어지는 것은 아니다. 선거 전에 현직이 탈당하여 다시 입후보하여 당선되고, 공천 후보가 낙선한 경우도 있다
기본 방침과 노선은 가나가와 네트워크 운동 등과 유사하다. 국가 정책은 대체로 녹색당 그린즈 재팬과 입헌민주당을 지지한다.